# (28474) Bustamante
(28474) Bustamante est un astéroïde de la ceinture principale d'astéroïdes.

## Description
(28474) Bustamante est un astéroïde de la ceinture principale d'astéroïdes. Il fut découvert le 30 janvier 2000 à Socorro (Nouveau-Mexique) par le projet LINEAR. Il présente une orbite caractérisée par un demi-grand axe de 2,24 UA, une excentricité de 0,12 et une inclinaison de 5,8° par rapport à l'écliptique.

## Compléments